# Charles Lake 225
Charles Lakes 225 est une réserve indienne de la Première Nation crie de Mikisew située en Alberta au Canada.

## Géographie
Charles Lake 225 est située sur une île dans le lac Charles dans le coin nord-est de l'Alberta. La réserve couvre une superficie de 64,5 hectares. Elle est inhabitée.